# اختفا

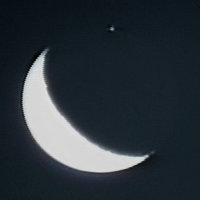
در این نگاره که در ژوئیه ۱۹۹۷ از یک ویدیو تهیه شده، ستارهٔ دبران از صورت فلکی گاو در همین لحظه از میان اندام تاریک نیستی دوباره ظاهر می‌شود هلال ماه در این اختفای پیش از فجر.

اختفا یا غیبت رویدادی در اخترشناسی است که هنگامی رخ می‌دهد که یک شی توسط شی در حال عبور دیگری، از دید بیننده پنهان شود. همچنین در هر موقعیتی که در آن، یک شی در ناحیه‌های «پیش زمینه»، از نمایش یک شی در «پس‌زمینه» جلوگیری کند. در این مفهوم کلی، غیبت آنچه که ناپدیدشده تنها از صحنهٔ بصری و مشاهده شدن مورد گفتگو است. مانند غیبت هواپیمای در حال پرواز با ارتفاع کم در پشت پیش‌زمینه‌ها، و تصویرها بر صفحهٔ کامپیوتر.
هرگاه از دید یک ناظر، یک جسم آسمانی که در ظاهر بزرگتر است از مقابل یک جسم آسمانی که در ظاهر کوچکتر است عبور نماید، فروپوشان یا اختفاء جسم دوم (توسط جسم اول) رخ داده است.